# 彼得·西鐸
彼得·西鐸（英語：Peter Siddle；1984年11月25日—）是一位澳大利亞板球運動員。他現在效力於維多利亞板球俱樂部。他也代表澳大利亞國家板球對參賽。